# Ali Louati
Ali Louati, né le 23 juillet 1947 à Tunis, est un poète, traducteur, historien de l'art et scénariste tunisien.

## Biographie

### Formation
Ali Louati naît et grandit dans les faubourgs de Tunis dont la vieille médina inspirera certains de ses travaux, notamment les fictions. Après un baccalauréat obtenu au Collège Sadiki de Tunis, il rejoint la faculté de droit et des sciences économiques et politiques de Tunis, où il obtient en 1973 une licence en droit privé.
Étudiant, il prend part au mouvement prônant le renouveau des arts et des lettres dans les années 1960-1970 ; il écrit des pièces de théâtre, publie des poèmes et des traductions, notamment d'Edgar Allan Poe et de Guillaume Apollinaire. En 1974, il est chargé par Mahmoud Messadi, alors ministre de la Culture, de diriger le service des arts plastiques, sur proposition du peintre Zoubeir Turki.

### Carrière professionnelle
L'action de Louati au sein du ministère lui permet de diriger ou de fonder quelques-unes des plus importantes institutions culturelles de la Tunisie contemporaine. Il dirige notamment le Centre d'art vivant de la ville de Tunis (1981-1990), le Festival international de Carthage (1985-1986) ainsi que le Centre culturel international d'Hammamet (1995-1996). Il fonde et dirige également la Maison des arts au sein du parc du Belvédère (1992-1999) ; il a aussi été désigné pour être le président du comité de suivi du projet de la création du Centre des musiques arabes et méditerranéennes, installé dans le palais du baron Rodolphe d'Erlanger à Sidi Bou Saïd. Anouar Brahem et Hatem Touil, chercheur et spécialiste de la conservation des phonographes, étendent par la suite les missions de l'institution aux musiques arabes et méditerranéennes et à la prospection d'expressions musicales nouvelles.

### Poète, traducteur et dramaturge
À propos de lui, Jean Fontaine écrit : « On avait remarqué la finesse des premiers poèmes de Ali Louati. Il récidive avec La Venue des eaux, composé de neuf poèmes proches de la nature. Il propose de son univers poétique une vision cohérente bâtie sur quelques paires d'oppositions pertinentes : langue/silence, rêve/divulgation, désir/souffrance. Ainsi, il pense avoir accès à l'invisible ». Fin connaisseur de la poésie universelle et enraciné dans la tradition poétique arabe, l'écriture de Louati est à la croisée de ces deux confluents poétiques, ce qui lui vaut une place de premier plan dans la poésie tunisienne moderne.
Sa participation effective à la vie littéraire commence avec la publication, par les soins du poète tunisien Jaafar Majed, de son poème al-Udissa al-jadida (La nouvelle Odyssée) dans la revue Al Fikr (ar) (mars 1966). Mais ce n'est qu'en 1985 que paraît son premier recueil de poèmes, Akhbar al bi'r al moua'ttala (Chronique du puits abandonné), suivi par Maji'ou-l-Miyah en 1993, qu'il traduit lui-même en français, sous le titre Parousie d'eaux, et dont il publie des extraits dans la revue Liaisons à Bruxelles entre 2000 et 2007.
Entre 1975 et 1985, il publie, dans des revues tunisiennes, des traductions des poèmes de Saint-John Perse (Anabase, Exil, Pluies, Neiges et Poème à l'étrangère), qu'il réunit dans un seul ouvrage édité, en 1985, sous le titre Anabase, Exil et autres poèmes, qui trouve une large résonance dans les milieux littéraires arabes ; Louati inclut en postface ses observations sur la traduction fautive de ces mêmes poèmes par le poète syro-libanais Adonis,.
Pour le théâtre, Ali Louati écrit notamment une comédie, al-Moutachaâbitoun (Les Parvenus), créée par l'homme de théâtre Mohamed Driss au Théâtre national tunisien (2005), Min ‘ajli Béatrice (Pour Béatrice), une pièce de théâtre publiée aux éditions Contraste à Sousse en 2007, un drame en vers, Sawwah al-‘ishq (Le Pèlerin d'amour), publié également aux éditions Contraste en 2009.

### Historien de l'art
Ali Louati est également historien et critique d'art. Ayant participé, sur près de trente ans, à la vie artistique en Tunisie et à l'étranger comme animateur et organisateur d'expositions artistiques, il développe une réflexion sur la naissance et l'évolution des arts plastiques en Tunisie ; il en résulte un corpus de textes théoriques sous forme d'ouvrages généraux, de monographies et de textes introductifs à des catalogues publiés à l'occasion de diverses manifestations. Parmi ses nombreux écrits sur l'art tunisien, son ouvrage L'Aventure de l'art moderne en Tunisie, édité chez Simpact en 1999, constitue un ouvrage de référence sur l'art moderne en Tunisie, depuis son apparition à la fin du XIXe siècle jusqu'à la fin du XXe siècle. Il a par ailleurs écrit de nombreuses monographies consacrées à plusieurs artistes tunisiens et arabes, tels que Mounir Al-Shaarani (en), Ahmed Hajeri, Aly Ben Salem, Hédi Selmi.
Il a aussi été membre du jury de manifestations artistiques et de biennales internationales : 6e Biennale du Caire en 1995, Biennale de Charjah en 1997, Biennale d'art africain à Dakar en 1998 et Biennale internationale de la calligraphie arabe de Charjah en 2004.
En 1979, il traduit vers l'arabe les thèses d'Alexandre Papadopoulo sur l'esthétique de l'art musulman, avec une introduction critique, sous le titre Esthétique de la peinture musulmane (éditions Abdelkarim Ben Abdallah à Tunis). Suivent de nombreuses publications et études sur l'esthétique de l'art musulman dans des encyclopédies et ouvrages collectifs.

### Activités pour la télévision et le cinéma
Louati a également écrit de nombreuses fictions pour la télévision : El Khottab Al Bab, feuilleton à succès écrit en deux parties pour la télévision tunisienne (1995-1996), ou encore Îchqa wa Hkayet (Amour et commérages), Mnamet Aroussia et Gamret Sidi Mahrous. Pour le cinéma, il écrit en 1982 le commentaire d'un court métrage, La Rose des sables, d'après un scénario et une réalisation d'Hassan Chatti et Mohamed Driss. À partir de son poème Titfakkar (Te souviens-tu ?), mis en musique par Anouar Brahem, tiré de l'album de chansons Passion de fleur, Kalthoum Bornaz réalise un court métrage, Regard de mouette, en 1991.

## Publications

### Poésie
- (ar) Akhbar al bi'r al moua'ttala (Chronique du puits abandonné), Tunis, Maison tunisienne de l'édition, 1985.
- (ar) Anabase wa qaçaid ukhra, Tunis, Maison arabe du livre, 1985, traduction de poèmes de Saint-John Perse.
- (ar) Maji'ou-l-Miyah (Parousie d'eaux), Tunis, Maison arabe du livre, 1993.

### Prose
- (ar) Héraclès, Sousse, Contraste, 2001, présentation sous forme romanesque des diverses traditions autour du héros de la mythologie grecque.
- (ar) Boustani-l-khamsata a'shara massa, Sousse, Contraste, 2004, traduction de Samir Makhlouf, Le Jardinier de quinze soirs, Paris, Sens & Tonka, 2000.

### Théâtre
- (ar) Min ‘ajl Béatrice (Pour Béatrice), Sousse, Contraste, 2007 (pièce de théâtre).
- (ar) Sawwah al-‘ishq (Le Pèlerin d'amour), Sousse, Contraste, 2009 (drame en dialecte).

### Arts plastiques

#### Monographies
- Aly Ben Salem, Tunis, Maison tunisienne de l'édition, 1986.
- Hédi Selmi, Tunis, Cérès, 1994.
- Le baron Rodolphe d'Erlanger et son palais Ennajma Ezzahra à Sidi Bou Saïd, Tunis, Simpact, 1995.
- Ahmed Hajeri, Tunis, Maison des arts, 1997.

#### Ouvrages généraux
- (ar) Les arts plastiques en Tunisie, Tunis, ALECSO, 1996.
- L'aventure de l'art moderne en Tunisie, Tunis, Simpact, 1999.

## Séries télévisées
- 1996-1997 : El Khottab Al Bab (saisons 1-2) de Slaheddine Essid
- 1998 : Îchqa wa Hkayet de Slaheddine Essid
- 2000 : Mnamet Aroussia de Slaheddine Essid
- 2003 : Gamret Sidi Mahrous de Slaheddine Essid
- 2004 : Hssabet w Aqabet de Habib Mselmani
- 2005 : Aoudat Al Minyar de Habib Mselmani
- 2007 : Kamanjet Sallema de Hamadi Arafa
- 2009 : Achek Assarab de Habib Mselmani
- 2011 : Maître Malek de Fraj Slama